# منطقه ۱۸ (قطر)
منطقه ۱۸ یک منطقهٔ مسکونی در قطر است که در دوحه (شهرداری) واقع شده‌است. منطقه ۱۸ ۰٫۶ کیلومتر مربع مساحت و ۶۹۲ نفر جمعیت دارد.